# 松平久清
松平 久清（まつだいら ひさきよ）は、安土桃山時代の武士。

## 略歴
藤井松平家2代・松平信一の長男として誕生したが家督を継ぐことなく死去した。
父・信一は久清のほか男子がなかったため、同じ十四松平家の1つ・桜井松平家から信吉を婿養子に迎え、跡を継がせた。